# Rohff
Rohff，本名Housni Mkouboi，1977年12月15日出生于科摩罗Mbéni，是一名科摩罗裔法国男歌手。

## 生平
Rohff出生于岛国科摩罗的城市Mbéni，后于1985年来到巴黎南郊的塞纳河畔维特里。自二十世纪90年代初，Rhoff开始进行地下饶舌音乐创作活动。Rhoff一名的来源有两种解释：“Rimeur Original Hardcore au Flow Fluide”或“Rimeur Offensif Honorant le Fond et la Forme”。1997年，Rhoff曾与Mafia K'1 Fry合作，并在后者的混音带中有所出现。1999年12月7日，Rhoff发布了个人首张专辑《Le Code de l'honneur》。进入千禧年，Rohff曾与113乐队有多次合作，由于两者都来自维特里，该地一度成为法国饶舌音乐之都。

## 作品风格
Rohff的作品主题多与巴黎近郊青年生活及家庭有关，并带有强烈的地域特征，其单曲《94》曾提及了马恩河谷省内的所有市镇。

## 专辑
- Le Code de l'honneur（法语：Le Code de l'honneur (album)）（1999年）
- La Vie avant la mort（法语：La Vie avant la mort）（2001年）
- La Fierté des nôtres（法语：La Fierté des nôtres）（2001年）
- Au-delà de mes limites（法语：Au-delà de mes limites）（2005年）
- Le Code de l'horreur（法语：Le Code de l'horreur）（2008年）
- La Cuenta（法语：La Cuenta）（2010年）
- P.D.R.G.（法语：P.D.R.G.）（2013年）
- Le Rohff Game（法语：Le Rohff Game）（2015年）
- Surnaturel（法语：Surnaturel (album)）（2018年）
- Grand Monsieur（法语：Grand Monsieur (album)）（2021年）
- Fitna（法语：Fitna (album)）（2024年）

## 争议
2007年，Rhoff曾因非法使用枪支而遭到拘禁。2016年，Rhoff因涉嫌家庭暴力而再次遭到指控。此外，Rhoff长期因私人原因与另一歌手Booba存在矛盾，双方为此多次发生不悦。